# Norbert Huber (luge)
Pour les articles homonymes, voir Huber.
Norbert Huber (né le 3 septembre 1964  à Brunico) est un ancien lugeur italien. Il fait partie d'une famille de lugeurs avec ses frères Arnold, Günther et Wilfried.

## Biographie
Norbert Huber a participé à des compétitions de luge simple et de double, et a connu des succès dans les deux disciplines. Il a participé à quatre éditions des Jeux olympiques d'hiver en 1984, 1992, 1994 et 1998, et a obtenu deux médailles en double avec son coéquipier Hansjörg Raffl. Il se retire de la compétition en 2000 et fait partie aujourd'hui de l'encadrement technique de l'équipe nationale de luge.

## Palmarès

### Jeux olympiques d'hiver
- Médaille d'argent en double aux JO de Lillehammer 1994
- Médaille de bronze en double aux JO d'Albertville 1992

### Championnats du monde
- Médaille d'or par équipes à Winterberg en 1989
- Médaille d'or en double à Calgary en 1990
- Médaille d'argent en double à Lake Placid en 1983
- Médaille d'argent en double à Winterberg en 1989
- Médaille d'argent par équipes à Calgary en 1990
- Médaille d'argent en double à Calgary en 1993
- Médaille d'argent par équipes à Lillehammer en 1995
- Médaille de bronze en double à Winterberg en 1991
- Médaille de bronze par équipes à Winterberg en 1991
- Médaille de bronze par équipes à Calgary en 1993
- Médaille de bronze par équipes à Altenberg en 1996
- Médaille de bronze en simple à Königssee en 1999

### Coupe du monde
- 11 gros globe de cristal:
  - Vainqueur du classement général du simple en 1985, 1986 et 1987.
  - Vainqueur du classement général du double en 1983, 1985, 1986, 1989, 1990, 1991, 1992 et 1993.
- 82 podiums : 
  - en simple : 8 victoires, 10 deuxièmes places et 13 troisièmes places.
  - en double : 27 victoires, 15 deuxième place et 6 troisièmes places.

### Championnats d'Europe
- médaille d'or du double en 1992 et 1994.
- médaille d'or par équipes en 1994.
- médaille d'argent du simple en 1984 et 1992.
- médaille d'argent du double en 1998 et 1990.
- médaille d'argent par équipes en 1998.
- médaille de bronze du simple en 1998.
- médaille de bronze du double en 1984 et 1986.
- médaille de bronze par équipe en 1988, 1990 et 1992.